# 왕천싱
왕천싱(중국어: 王晨星, 1991년 7월 15일 랴오닝성 푸순 시 ~ )은 중화인민공화국의 여자 바둑 기사이다.

## 약력
- 2006년 입단
- 2008년 전국개인전 여자부 우승
- 2009년 제8회 정관장배 중국대표 출전 3연승
- 2010년 광저우 아시안게임 여자단체전 은메달
- 2012년 제2회 황룡사 쌍등배 본선 2~9국 8연승, 전국개인전 여자부 우승
- 2013년 제4회 궁륭산 병성배 우승(대 위즈잉)